# Corrida de Beneficencia
La Corrida de Beneficencia (denominada también Corrida Extraordinaria de la Beneficencia de Madrid) es un festejo taurino celebrado anualmente en Madrid (en la plaza de toros de Las Ventas) cuya recaudación se dedica a la beneficencia. Se trata de una de las pocas corridas a las que acude la Casa Real, empleando palcos especiales para la ocasión. Es tradicional que se celebre en el mes de junio tras la Feria de San Isidro (es decir generalmente tras las populares fiestas de San Isidro Labrador).
La tradición se inició cuando, en el siglo XVII, con motivo de las carencias financieras del Hospital General de Atocha y otras entidades de beneficencia, el rey Felipe IV decidió que la recaudación de las celebraciones taurinas se donara íntegramente a los hospitales. Esta donación se mantuvo hasta comienzos del siglo XIX, cuando se redujo a la actual Corrida Extraordinaria de La Beneficencia de Madrid. Esta corrida viene celebrándose en Madrid desde 1856.  